# Franciszek I (władca Konga)
Dom Franciszek I – władca (manikongo) afrykańskiego Królestwa Kongo, panujący w 1544 roku. Wstąpił na tron w wyniku obalenia swojego poprzednika, Piotra I. Niedługo potem został pozbawiony władzy i wygnany z kraju przez Diogo I.